# 利·港灣18
利·港灣18為香港土瓜灣的單幢住宅，樓高共28層，鄰近港鐵土瓜灣站。由有利集團發展，為該集團第一個自行發展的樓盤，由第一太平戴維斯管理。

## 樓盤質素
樓盤陸續收樓後，不少業主投訴樓盤質素欠佳。業主批評包括：升降機接連故障、升降機大堂仿雲石牆壁懷疑只是膠膜等，認為以物業呎價逾2萬元而言，質素不符身價。業主代表指已聯合三分二、即約40戶業主，向有利反映單位質素差劣，而部分業主曾到發展商總部抗議，要求更換升降機及延長樓宇維修期。
有線電視財經資訊節目《樓盤傳真》曾聯同測量師陳旭明及驗樓師詹濟南到樓盤驗樓。單位露台裝有手搖式升降晾衣架，測量師認為設計盡用空間，值得推廣，惟放式廚房廚櫃儲物量極少，而且洗手間採用趟門亦令門與坐廁距離拉近。驗樓則發現多處油漆崩花、櫃門刮邊、地板不平、廁所生口有污穢紙巾等瑕疵及清潔問題，最後單位僅得58分。

## 食水質素
由於發展商有利集團是捲入鉛水風波的發展商之一，不少業主擔心樓盤食水同樣含鉛。有利集團曾以鐳射槍及抽取食水樣本檢驗，並未發現食水含鉛。而《樓盤傳真》節目亦在驗樓單位中抽取食水檢驗，同樣未檢測到食水含鉛。

## 附近住宅
- 港圖灣
- 旭日豪庭

## 外部連結
- 利·港灣18官方網頁（页面存档备份，存于）